# Jelena Ganson
Jelena Borisovna Ganson (Russisch: Елена Борисовна Гансон; meisjesnaam: Крупенина; Kroepenina) (Leningrad, 28 november 1954) is een voormalig basketbalspeelster die uitkwam voor Spartak Leningrad in de Sovjet-Unie. Ze werd Meester in de sport van de Sovjet-Unie, Internationale Klasse van de Sovjet-Unie.

## Carrière
Kroepenina speelde voor Spartak Leningrad. Ze won in 1974 het Landskampioenschap van de Sovjet-Unie. Ze werd tweede in 1975. In 1976 werd ze derde. Ook won ze twee keer op rij de Ronchetti Cup.

## Erelijst
- Landskampioen Sovjet-Unie: 1
  - Winnaar: 1974
  - Tweede: 1975
  - Derde: 1976
- Ronchetti Cup: 2
  - Winnaar: 1974, 1975